# فرودگاه ویلر-سک آرمی
فرودگاه ویلر-سک آرمی  (به انگلیسی: Wheeler-Sack Army Airfield) یک فرودگاه نظامی است که یک باند فرود بتن دارد و طول باند آن ۳۰۴۸ متر است. این فرودگاه در کشور ایالات متحده آمریکا قرار دارد و در ارتفاع ۲۱۰ متری از سطح دریا واقع شده است.